# Фаликман, Мария Вячеславовна
Мария Вячеславовна Фаликман (род. 19 февраля 1976 года, Новомосковск, Тульская область, РСФСР, СССР) — российский психолог, поэт и переводчик.
Доктор психологических наук, специалист в области когнитивной науки и общей психологии. Преподаватель и популяризатор когнитивной психологии и когнитивной нейронауки. Член редколлегии журналов «Культурно-историческая психология», «Российский журнал когнитивной науки», «Человек», «Психология. Журнал Высшей школы экономики» и «Образовательная политика».

## Научная карьера
В 1993 году поступила на факультет психологии МГУ имени М. В. Ломоносова, который окончила в 1998 году по специальности «Общая психология, преподавание психологии».
В 2001 году окончила аспирантуру МГУ имени М. В. Ломоносова. В этом же году получила ученую степень кандидата психологических наук. Кандидатская диссертация была выполнена под руководством доцента В. Я. Романова по теме: «Динамика внимания в условиях быстрого последовательного предъявления зрительных стимулов».
В 2001—2010 годах работала на кафедре общей психологии факультета психологии МГУ имени М. В. Ломоносова: ассистент, с 2006 года доцент. В 2010—2012 годах — ведущий научный сотрудник Федерального института развития образования. Затем снова в МГУ: в 2011—2017 гг. старший научный сотрудник кафедры теоретической и прикладной лингвистики филологического факультета и Центра когнитивных исследований филологического факультета, одновременно до 2013 г. ведущий научный сотрудник кафедры психологии личности факультета психологии.
В 2016 году защитила диссертацию на соискание учёной степени доктора психологических наук по теме «Структура и динамика зрительного внимания при решении перцептивных задач: конструктивно-деятельностный подход». Научным консультантом выступил А. Г. Асмолов.
С 2011 года по март 2023 года была ведущим научным сотрудником лаборатории когнитивных исследований НИУ ВШЭ, в 2017—2021 гг. руководитель департамента психологии факультета социальных наук. Одновременно с 2014 года старший научный сотрудник лаборатории когнитивных исследований Института общественных наук РАНХиГС.
Член диссертационных советов МГУ (2017—2022) и РАНХиГС (с 2017 года) по специальности 19.00.01 — Общая психология, психология личности, история психологии. До 2022 года входила в состав Учёного совета НИУ ВШЭ.
С 2023 года профессор Университета Юга в штате Теннесси (США).

## Научная деятельность
Область научных интересов:
- Общая психология
- Когнитивная психология и когнитивная наука
- Психология и нейронаука
- Проблемы и методология междисциплинарного взаимодействия
- Исследования зрительного внимания, восприятия и памяти человека

## Награды и достижения
2003 — Персональная стипендия ректора Московского университета «Для молодых преподавателей и научных сотрудников, добившихся значительных результатов в педагогической и научно-исследовательской деятельности».
2003 — Первая премия конкурса молодых учёных к 100-летию А. Р. Лурия за лучшую научную работу.
2013 — Победитель XIV Национального конкурса «Золотая Психея» в номинации «Книга года по психологии», совместно с В.Ф. Спиридоновым.
2015 — Вторая премия Конкурса молодых научных сотрудников МГУ имени М. В. Ломоносова.
2020 — Победитель XXI Национального конкурса «Золотая Психея» в номинации «Мастер-класс года в психологии».
2021 — Почётный знак Высшей школы экономики II степени.

## Основные труды
1. Общая психология. Внимание. Учебник для ВУЗов. М.: Издательский центр «Академия», 2006. 480 с.
2. Психология мотивации и эмоций (Серия: Хрестоматия по общей психологии). Ред.-сост. М.: ЧеРо, 2002, 2005. (Соред. Ю. Б. Гиппенрейтер)
3. Хрестоматия по психологии мышления. Ред-сост. М.: АСТ, Астрель, 2008. (Соред. Ю. Б. Гиппенрейтер, В. В. Петухов, В.Ф. Спиридонов)
4. Горизонты когнитивной психологии. Хрестоматия / (под ред.: В. Ф. Спиридонов, М. В. Фаликман); М. : Языки славянских культур, 2012
5. Фаликман М. В. Парадоксы зрительного внимания: эффекты перцептивных задач. — М.: Издательский Дом ЯСК: Языки славянской культуры, 2018. — 264 с. — ISBN 978-5-94457-335-3..

## Литературная деятельность
Посещала литературную студию МГУ «Луч» под руководством Игоря Волгина. В 2001 году выпустила книгу стихов «Mezzo forte», в 2018 — книгу стихов «Календарь». Стихи публиковались в журналах «Иерусалимский журнал», «Арион», «Октябрь», переводы — в журналах «Иностранная литература» и «Дружба народов».
Переводит современную поэзию и прозу с английского языка. В 2014 году стала лауреатом специального приза Премии Норы Галь. Лауреат конкурсов Британского совета по переводу британской поэзии (2005, 2010), финалист премии «Единорог и лев» за лучший перевод на русский язык литературы Великобритании и Ирландии в номинациях «Нон-фикшн» (2007) и «Драматургия» (2009). Переводила стихи современных британских и американских поэтов, поэзию Уильяма Вордсворта, Уильяма Блейка, Альфреда Теннисона, Мюриел Спарк и др., романы Адама Фоулдза, Сары Груэн и др.
Член Союза писателей Москвы, Гильдии «Мастера литературного перевода», ПЭН-Москва.
В 2020—2021 гг. член жюри Премии Андрея Белого.